# Verwaltungsverband Weißer Schöps/Neiße
Der Verwaltungsverband Weißer Schöps/Neiße ist ein sächsischer Verwaltungsverband im Landkreis Görlitz mit Sitz in Kodersdorf.

## Lage
Der Verband liegt im östlichen Teil des Landkreises, etwa 15 km nordwestlich der Kreisstadt Görlitz und 10 km südlich von Niesky. Die Gemeinden sind im Tal des Weißen Schöps vom waldreichen Gebiet westlich der Lausitzer Neiße und den Königshainer Bergen umgeben. Die Bundesstraße 115 und die Bundesautobahn 4 führen durch das Verbandsgebiet, wobei die Autobahn mit dem 3,3 Kilometer langen Tunnel Königshainer Berge die Königshainer Berge unterquert. In der Gemeinde Neißeaue befindet sich in einer Flussschleife der Neiße die östlichste Landesstelle Deutschlands.

## Geschichte
Im Jahr 1996 fusionierten die fünf Gemeinden Deschka, Horka, Kodersdorf, Neißeaue und Schöpstal zur Erledigung ihrer Verwaltungsangelegenheiten zum Verwaltungsverband Weißer Schöps/Neiße. Die Gemeinde Deschka mit dem Ortsteil Zentendorf wurde am 1. Januar 1999 nach Neißeaue eingemeindet, wodurch sich die Zahl der Mitgliedsgemeinden auf vier verringerte.

## Mitgliedsgemeinden
Zum Verwaltungsverband gehören die Gemeinden
- Horka mit den Ortsteilen Horka, Biehain und Mückenhain
- Kodersdorf mit den Ortsteilen Kodersdorf, Kodersdorf-Bahnhof, Särichen und Wiesa,
- Neißeaue mit den Ortsteilen Deschka, Emmerichswalde, Groß Krauscha, Kaltwasser, Klein Krauscha, Neu Krauscha, Zentendorf und Zodel,
- Schöpstal mit den Ortsteilen Ebersbach, Girbigsdorf und Kunnersdorf.